# Keetley Mine
| Keetley Mine                                                                                      | Keetley Mine              |
| ------------------------------------------------------------------------------------------------- | ------------------------- |
| Levall Whiddison, Superintendent der Keetly Mine, mit einer Lok Schmalspurbahngleise der Feldbahn |                           |
| Keetley Mine Complex, 1922–23                                                                     |                           |
| Spurweite:                                                                                        | Vermutlich 2 Fuß = 600 mm |
|                                                                                                   |                           |

Die Keetley Mine war ein von 1923 bis 1980 betriebenes Zink- und Bleibergwerk in Keetly bei Heber City 1,6 km östlich des U.S. Highway 40 in Utah.

## Geschichte
In den frühen 1870er Jahren begannen Bergleute mit der Ausbeute einer der reichsten Erz-Adern von Utah im Bezirk Park City den Wasatch Mountains. Um die tieferen Stollen zu entwässern, bohrte die Ontario Mining Company einen drei Meilen (knapp fünf Kilometer) langen Entwässerungsstollen, der in den Fluss Provo mündete. Er wurde 1894 fertiggestellt.
Nach dem Ersten Weltkrieg baute die Park Utah Mining Company den Tunnel zu einem Bergwerksschacht aus, der als Keetley Mine bezeichnet wurde. Die Ketley Mine förderte seit 1923 bis zu ihrer Schließung 1980 Zink und Blei. Die Häuser der Bergleute wurden 1983 abgerissen.